# Kumarik
Der Kumarik (russisch Кумарык, chinesisch 昆玛拉克河, Pinyin Kūnmǎlākè Hé) ist ein Fluss im Uigurischen Autonomen Gebiet Xinjiang im Nordwesten der Volksrepublik China.
Der Kumarik bildet den Unterlauf des Sarydschas in der Volksrepublik China. Der Übergang vom Sarydschas zum Kumarik findet an der Staatsgrenze zwischen Kirgisistan und China statt und liegt in einem Durchbruchstal des Kokschaal-Taus, der einen Abschnitt des Tian-Shan-Hauptkamms bildet. Der Kumarik durchfließt das Gebirge in südlicher Richtung und erreicht die Hochebene des Tarim-Beckens. Anschließend wendet er sich nach Südosten. Beim Verlassen des Berglands wird der Kumarik zu einem Stausee aufgestaut. Der Fluss verläuft im Kreis Aksu Konaxeher innerhalb des Regierungsbezirks Aksu. Etwa 10 km westlich der Großstadt Aksu vereinigt sich der Kumarik schließlich mit dem von Westen kommenden Toxkan zum Fluss Aksu. Der Kumarik ist der wasserreichere der beiden Quellflüsse des Aksu. Sein Einzugsgebiet liefert einen Anteil von 45 % der Wassermenge im Flusssystem des Tarim. Der Kumarik hat eine Länge von etwa 140 km. Am Pegel Xiehela beträgt der mittlere Abfluss 151 m³/s. Gegen Ende des Sommers kommt es immer wieder zu Hochwasserereignissen aufgrund von Gletscherläufen im Quellgebiet des Engiltschek, einem Nebenfluss des oberen Sarydschas.